# Kerstin Halldoff
Kerstin Birgitta Halldoff, ogift Höglund, född 11 april 1945 i Katarina församling i Stockholm, död 9 augusti 2015 i Enskede-Årsta församling i Stockholm, var en svensk kostymtecknare.
Kerstin Halldoff designade kläder till filmerna Rötmånad (1970), Firmafesten (1972), Bröllopet (1973), Det sista äventyret (1974), Polare (1976), Jack (samma år), Hemåt i natten (1977), Chez Nous (1978) Harry H. (samma år), Vad händer...? (1979), Tillsammans (samma år), Lämna mej inte ensam (1980) och Klippet (1982).
Hon var dotter till skräddaren Sture Höglund och Birgit, ogift Selander. År 1966 gifte hon sig med fotografen och regissören Jan Halldoff (1939–2010). De är begravda på Skogskyrkogården i Stockholm.

## Filmografi i urval

### Kläder
- 1970 – Rötmånad
- 1972 – Firmafesten
- 1973 – Bröllopet
- 1974 – Det sista äventyret
- 1976 – Polare
- 1977 – Jack
- 1977 – Hemåt i natten
- 1978 – Chez Nous
- 1978 – Harry H. (TV-serie)
- 1979 – Vad händer...?
- 1979 – Tillsammans
- 1980 – Lämna mej inte ensam
- 1982 – Klippet